# Hermersberg
Hermersberg ist eine Ortsgemeinde im Landkreis Südwestpfalz in Rheinland-Pfalz. Sie gehört der Verbandsgemeinde Waldfischbach-Burgalben an, innerhalb derer sie sowohl hinsichtlich der Zahl der Einwohner als auch hinsichtlich der Fläche die drittgrößte Ortsgemeinde darstellt. Hermersberg ist der größte Ort auf der Sickinger Höhe.

## Geographie

### Lage
Hermersberg ist ein sogenanntes „Höhendorf“, liegt auf der Sickinger Höhe an deren Nordostrand und ist etwa 10 km von Landstuhl, 13,5 km von Pirmasens und 17 km von Kaiserslautern entfernt. Direkt im Osten grenzt der Pfälzerwald in 2–3 km Entfernung zu Hermersberg an die Sickinger Höhe. Unmittelbare Nachbargemeinden sind (im Uhrzeigersinn von Norden beginnend): das 3 km entfernte Linden, Horbach liegt 2 km im Nordwesten, im Südosten ist Steinalben in 2 km zu erreichen, Waldfischbach-Burgalben liegt 4,5 km südlich, südwestlich in 4 km Entfernung Höheinöd, Schauerberg, 3 km nordwestlich liegt Harsberg, ein Ortsteil von Weselberg, das 2 km weit entfernt ist.
Zu Hermersberg gehören auch die Wohnplätze Fuchshof, Lichtenberger Hof, Riegelsbergerhof, Steinalbermühle und Wasserwerk.

### Gewässer
Im Süden des Gemeindegebiets entspringt der Klapperbach, der größtenteils die Gemarkungsgrenze zu Waldfischbach-Burgalben bildet. Vor Ort nimmt er von links den Rödelsgraben auf. Zudem bildet die Moosalbe die östliche Gemeindegrenze.

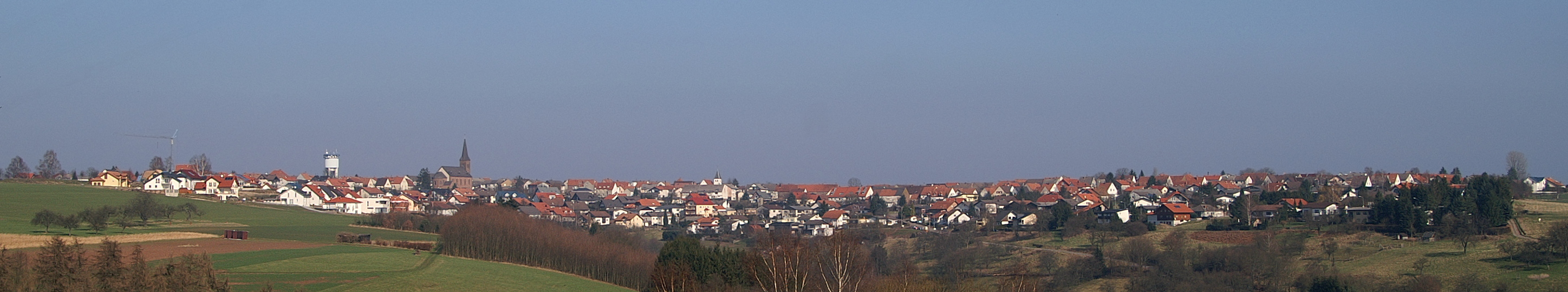
Sicht auf den Ort vom Lichtenberger Hof aus

## Geschichte

### Frühgeschichte und Römerzeit
Ein Hügelgrab im Rohwald auf der Gemarkung Hermersberg wurde auf die Hallstatt-Periode (800 bis 400 vor Christus) datiert; andere Besiedlungsspuren in der Nähe von Landstuhl wie Steinkranzgräber stammen aus der Latènezeit, die die Zeitspannte von 500 vor Christus bis Christi Geburt umfasst. In nachchristlicher Zeit wird die Gegend von den Römern besiedelt, wie beispielsweise Münzfunde des ersten bis vierten Jahrhunderts nach Christus aus der Römersiedlung bei Landstuhl und die Heidelsburg bei Waldfischbach-Burgalben belegen.

### Mittelalter und Neuzeit
Das Gebiet, auf dem Hermersberg entstand, gehörte zu Queidersbach. Kaiser Otto II. schenkte diese Gegend zwischen 978 und 983 dem Kloster Hornbach. Die erste urkundliche Nennung Hermersbergs findet sich im Kopialbuch der Herrschaft Falkenstein aus dem Jahre 1364 bei einer Teilung der Zehntrechte. Hier wurde Hermersberg am „nächsten Donnerstag nach dem Heiligen Donnerstag“ (28. März 1364) urkundlich erwähnt. Bei Hermersberg liegen die Wüstungen Holzingen, Stranzberg sowie die Klappermühle.
Später gehörte Hermersberg bis zum Ende des 18. Jahrhunderts zur Herrschaft Landstuhl der Herren von Sickingen. Bei der Teilung der Herrschaft Landstuhl 1680 kam das Großgericht mit Hermersberg zur Linie Sickingen-Hohenburg. 1700 wurden Teile des Großgerichts an Bauern als Caduc-Güter, das bedeutet heimgefallenes Land verkauft. Die Gemarkung Hermersberg besaß damals die Größe von etwa 1300 ha. Hermersberg besaß 19½ Losgüter.

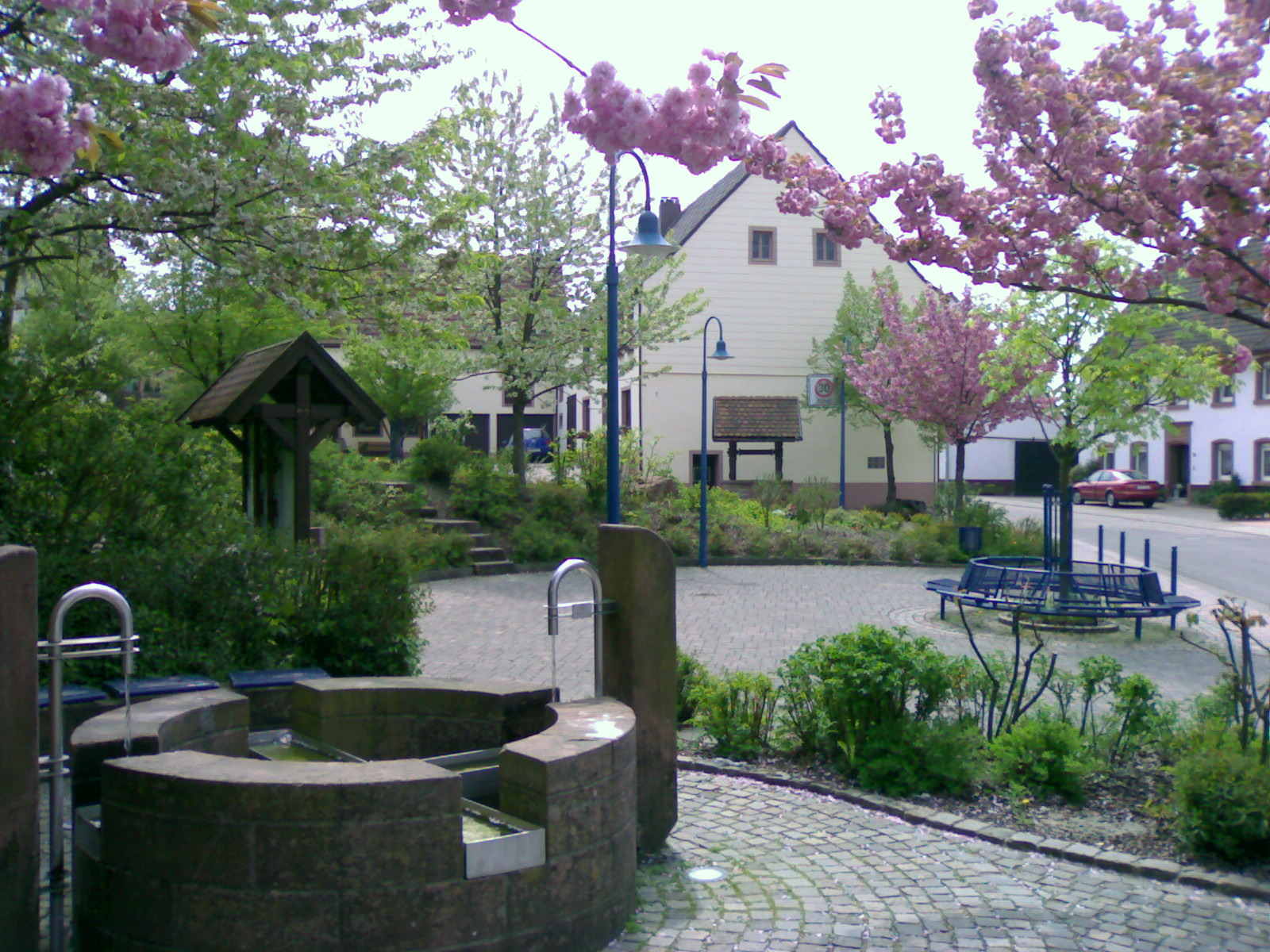
Alter Dorfbrunnen

Im Jahr 1794 wurde das Linke Rheinufers im Ersten Koalitionskrieg besetzt. Von 1798 bis 1814 gehörte Hermersberg zum Kanton Waldfischbach im Departement Donnersberg und unterstand der Mairie Horrbach.
Aufgrund der auf dem Wiener Kongress getroffenen Vereinbarungen kam das Gebiet im Juni 1815 zunächst zu Österreich und wurde 1816 auf der Grundlage eines Staatsvertrags an das Königreich Bayern abgetreten. Unter der bayerischen Verwaltung gehörte Hermersberg von 1817 an zum Landkommissariat Pirmasens im Rheinkreis, ab 1862 zum Bezirksamt Pirmasens und gehört seit 1939 zum Landkreis Pirmasens (1997 in Landkreis Südwestpfalz umbenannt).
Nach dem Zweiten Weltkrieg wurde die Gemeinde Hermersberg innerhalb der französischen Besatzungszone Teil des Regierungsbezirks Pfalz im damals neu gebildeten Land Rheinland-Pfalz. Im Zuge der ersten rheinland-pfälzischen Verwaltungsreform wurde die Gemeinde 1972 der neugeschaffenen Verbandsgemeinde Waldfischbach-Burgalben zugeordnet.

### Ortsname
Im Bestimmungswort des Ortsnamens wird, nachdem hier bereits im 12. Jahrhundert der Gewässername Hermannesbach bezeugt ist, ein Personenname Hermann angesetzt. Aus Hermannsberg und Hermannsperg wurde dann im Laufe der Zeit Hermesberg und schließlich Hermersberg. Ein Hermann, der im Jahr 1100 als Vogt des Klosters Hornbach amtierte, kann mit dem Ortsnamen in Verbindung gebracht werden.

## Bevölkerung

### Einwohnerentwicklung
Die Entwicklung der Einwohnerzahl von Hermersberg, die Werte von 1871 bis 1987 beruhen auf Volkszählungen:
| Jahr | Einwohner |
| ---- | --------- |
| 1815 | 435       |
| 1835 | 611       |
| 1871 | 794       |
| 1905 | 1.096     |
| 1939 | 1.460     |
| 1950 | 1.556     |
| 1961 | 1.742     |

| Jahr | Einwohner |
| ---- | --------- |
| 1970 | 1.928     |
| 1987 | 1.845     |
| 1997 | 1.855     |
| 2005 | 1.736     |
| 2011 | 1.697     |
| 2017 | 1.730     |
| 2023 | 1.746     |

Neben den starken Bevölkerungsverlusten im Dreißigjährigen Krieg und in den Kriegen gegen Napoleon hatte Hermersberg zusätzlich in beiden Weltkriegen eine hohe Anzahl von Opfern zu verzeichnen. Daran erinnert ein Mahnmal vor dem Bürgermeisteramt.

### Religion
Mit 59,5 % ist der Großteil der Hermersberger Bevölkerung katholisch, 21,9 % sind evangelisch und 17,9 % konfessionslos.
In je einer evangelischen und katholischen Kirche finden regelmäßig Gottesdienste statt. Die 1912 errichtete evangelische Kirche wurde im Juli 2007 im Innenbereich renoviert und dient der seit 1972 mit Weselberg und Höheinöd zusammengefassten Gemeinde als Gotteshaus. Die Katholische Pfarrkirche St. Johannes d.T. und St. Joseph wurde 1903 als neuromanischer Sandsteinbau vom Neustädter Architekten Wilhelm Schulte I. errichtet, und am 27. Juni 1906 vom Bischof Konrad von Busch eingesegnet. Sie bietet neben dem Gottesdienst auch ein Gemeindezentrum mit Bücherei sowie einen Kindergarten an.

## Politik

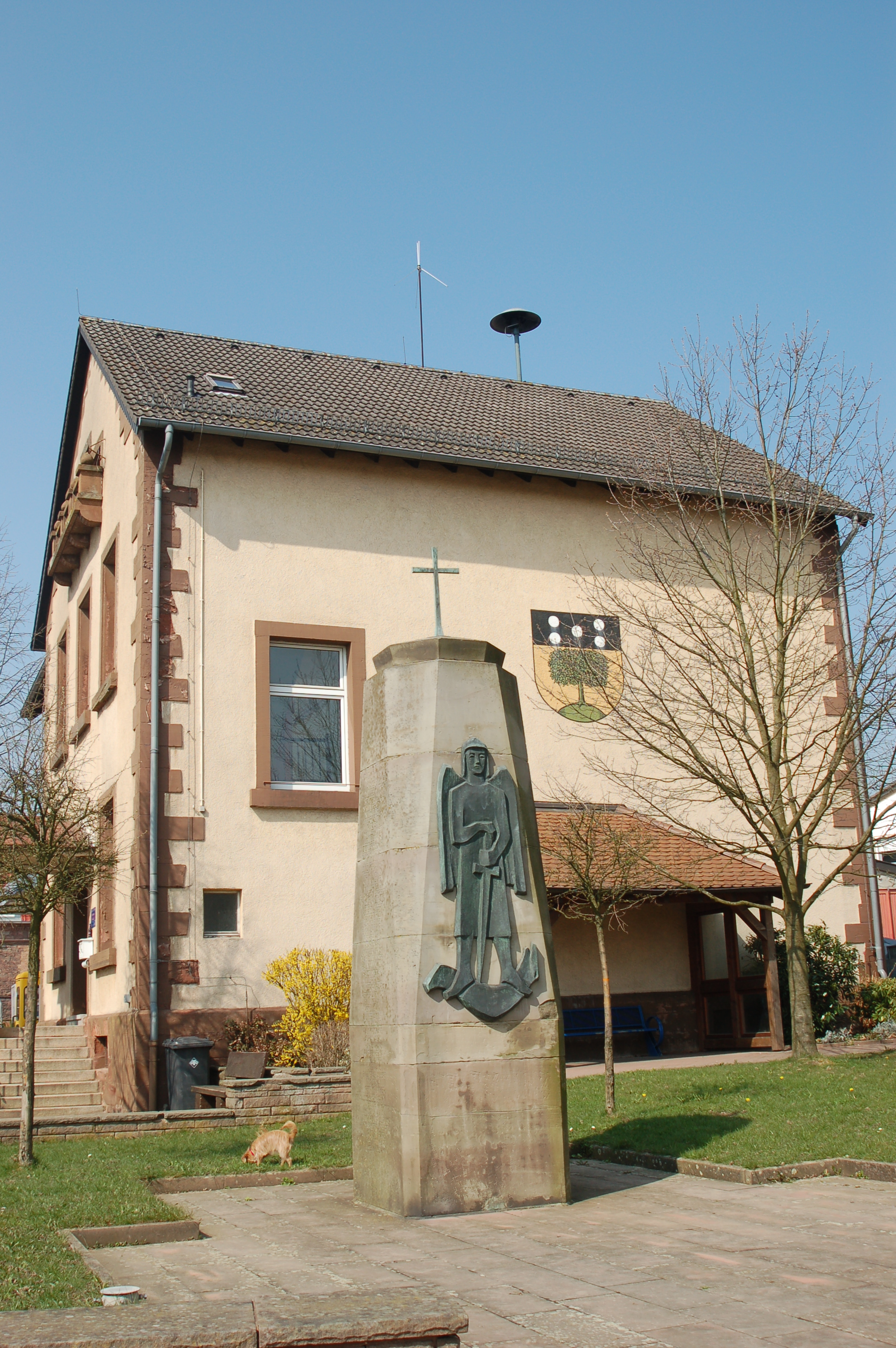
Bürgermeisteramt mit Mahnmal

### Gemeinderat
Der Gemeinderat in Hermersberg besteht aus 16 Ratsmitgliedern, die bei der Kommunalwahl am 9. Juni 2024 in einer personalisierten Verhältniswahl gewählt wurden, und dem ehrenamtlichen Ortsbürgermeister als Vorsitzendem.
Die Sitzverteilung im Gemeinderat:
| Wahl | SPD | CDU | FWG | Gesamt   |
| ---- | --- | --- | --- | -------- |
| 2024 | 5   | 11  | –   | 16 Sitze |
| 2019 | 6   | 10  | –   | 16 Sitze |
| 2014 | 5   | 11  | –   | 16 Sitze |
| 2009 | 4   | 12  | –   | 16 Sitze |
| 2004 | 3   | 11  | 2   | 16 Sitze |

### Bürgermeister
Erich Sommer (CDU) wurde 1999 Ortsbürgermeister von Hermersberg. Bei der Direktwahl am 26. Mai 2019 wurde er mit einem Stimmenanteil von 51,50 % wiedergewählt. Bei der Direktwahl am 9. Juni 2024 setzte er sich mit 64,0 % gegen einen Mitbewerber durch und wurde damit für weitere fünf Jahre in seinem Amt bestätigt.
Das Bürgermeisteramt liegt zentral im Ort, direkt gegenüber der katholischen Kirche.

### Wappen
| Wappen von Hermersberg | Blasonierung: „Unter gesenktem schwarzen Schildhaupt, darin fünf silberne Bollen (Kugeln) 2:1:2, in Gold auf gerundetem grünem Hügel ein grüner Baum.“                                                                 |
| Wappen von Hermersberg | Wappenbegründung: Die Bollen verweisen auf die ehemalige Zugehörigkeit des Ortes zu den Herren von Sickingen und der Baum symbolisiert den Waldreichtum. Das Wappen wurde 1958 vom Mainzer Innenministerium genehmigt. |

## Kultur

### Kulturdenkmäler
Vor Ort befinden sich insgesamt zehn Objekte, die unter Denkmalschutz stehen, darunter die beiden Kirchen sowie ein Wohnhaus in der Gartenstraße.

### Veranstaltungen
Überregional bekannt sind das Schnapsgassenfest (Straßenfest im August) sowie der Osterrock (Konzert an Ostern).

#### Osterrock
Jedes Jahr am Ostersonntag lädt die Junge Union Hermersberg zu einem Rockkonzert mit lokalen Bands. Dazu wird die Mehrzweckhalle angemietet, die eine Kapazität von 600 Personen aufweist.

#### Schnapsgassenfest
Das Schnapsgassenfest wird jährlich am dritten Wochenende im August mit weit über 3.000 Besuchern gefeiert und ist seit Jahren das inoffizielle, jedoch größte Dorffest. Es erinnert an die Tatsache, dass früher in fast jedem Anwesen Schnaps gebrannt wurde. Unter Beteiligung aller lokalen Vereine bieten diese neben Pfälzer Spezialitäten, wie Spanferkel, Hoorische, Grumbeerpannekuche oder Dampfnudeln, auch eine Freiluft-Disco an. Traditionell beginnt das zweitägige Fest samstags mit dem Fassanstich und sonntags mit einem ökumenischen Gottesdienst.

### Vereine
Die Hermersberger Kultur wird von den mehr als 20 Vereinen getragen. Einzelne Vereine wurden bereits im 19. Jahrhundert gegründet; seit einigen Jahren sind fast alle im „Vereinsring Hermersberg“ zusammengeschlossen, der größere Veranstaltungen wie beispielsweise das Schnapsgassenfest organisiert.
| Name                              | Gründungsjahr | Beschreibung |
| --------------------------------- | ------------- | --- |
| Freiwillige Feuerwehr Hermersberg | 1886          | Die Feuerwehr feierte im Mai 2011 mit einem großen Jubiläumsfest ihr 125-jähriges Bestehen; dies beinhaltete einen Festumzug. |
| Evangelischer Kirchenchor         | 1889          | |
| Katholischer Kirchenchor          | 1900          | |
| Landfrauenverein                  | 1962          | |
| Männergesangverein Frohsinn       | 1876          | Der Männergesangsverein Frohsinn wurde im Jahr 1876 mit damals 46 Mitgliedern gegründet. Nach den kriegsbedingten Rückgängen hatte der Verein 1946 118 aktive Sänger. Am 1. Januar 1998 übernahm der Bundeschormeister Karl Sieber die Chorleitung beim MGV Frohsinn. Zum 125-jährigen Vereinsjubiläum konnte der Verein 179 Mitglieder vorweisen; davon waren 65 aktive Sänger. Am 1. Januar 2010 übernahm der Sohn Karl Siebers, Wolfgang Sieber, die Chorleitung; dieser konnte 20 neue, zumeist junge Sänger für den Verein gewinnen. Ebenfalls Anfang 2010 wurde der Projektchor „Frohsinn light“ ins Leben gerufen, der sich aus rund 40 Sängern zusammensetzte. Seit Mai 2018 ist Selina Schröer, geb. Baas, Chorleiterin des MGV „Frohsinn“. Unter ihrer Regie gründete sich neben dem großen Gesamtchor die Formation „Modern Frohsinn“. |
| Obst- und Gartenbauverein         | 1910          | |
| Sportverein Hermersberg           | 1931          | Der Sportverein Hermersberg ist mit aktuell 470 Mitgliedern der mit Abstand größte Ortsverein. Nach mehreren erfolgreichen Jahren mit mehreren Meisterschaften in den Spielzeiten 1998/1999 (Bezirksliga - Aufstieg in die Landesliga), 2001/2002 (Landesliga - Aufstieg in die Verbandsliga) und 2005/2006 (Landesliga - erneut Aufstieg in die Verbandsliga), sowie einem nochmaligen Aufstieg 2010 in die Verbandsliga, spielt der 1931 gegründete SV Hermersberg aktuell, nach der Bezirksliga-Meisterschaft 2018/2019, in der Landesliga West. Die zweite Mannschaft des SV 1931 Hermersberg spielt, nach vier Jahren in der A-Klasse Pirmasens/Zweibrücken, nun in der B-Klasse Pirmasens/Zweibrücken. |
| Turnerbund Hermersberg 1891       | 1890          | |

## Wirtschaft und Infrastruktur

### Wirtschaft
Bis in das letzte Jahrhundert war Hermersberg ein Bauerndorf mit über 100 Bauernhöfen und fast 30 Schnapsbrennereien, worauf das bis in die Gegenwart veranstaltete Schnapsgassenfest zurückgeht. Heute existieren davon nur noch zwei Bauernhöfe sowie drei kleinere Betriebe zur Schnapsbrennerei. Von den 13 km² Gemeindefläche werden aber weiterhin 47,3 % landwirtschaftlich genutzt. Mittlerweile weist Hermersberg zwar eine lokale gewerbliche Infrastruktur in Form eines kleinen Industriegebiets auf, ist dennoch durch viele Pendler gekennzeichnet. Eine Besonderheit ist die Straußenfarm, die neben der Aufzucht der Tiere zusätzlich Straußenprodukte wie Fleisch und Wurst herstellt. Im April 2012 wurde am Ortsrand das erste Strohheizwerk in Rheinland-Pfalz in Dienst gestellt, das mit 880 kW Leistung etwa 80 Wohneinheiten über ein Nahwärmenetz mit Wärme versorgt. Die jährlich verfeuerten 600 Tonnen Stroh sparen etwa 250.000 Liter Heizöl ein. Zudem existieren vor Ort zwei Windparks, einer im Nordwesten und einer im Südosten des Gemeindegebiets.

### Verkehr
Mitten durch Hermersberg führt die Landesstraße 473, die von Wallhalben nach Steinalben führt. Mitten im Siedlungsgebiet zweigen von ihr die Landesstraße 474 ab, die die Gemeinde mit Petersberg und Pirmasens verbindet sowie die Kreisstraße 25 nach Waldfischbach-Burgalben ab.
Hermersberg ist durch die Bundesautobahn 62 (Pirmasens–Nonnweiler) an das überregionale Straßennetz Deutschlands und der Nachbarländer Luxemburg und Frankreich angebunden. Die Bundesstraße 270 führt südlich in Richtung Pirmasens und im Norden nach Kaiserslautern.
Im Nachbarort Steinalben befindet sich ein Bahnhalt. Dadurch ist Hermersberg, wenn auch nur indirekt, an das Netz der Deutschen Bahn angeschlossen. Der Haltepunkt Steinalben befindet sich an der sogenannten Biebermühlbahn, die die Städte Pirmasens und Kaiserslautern verbindet.

### Bildung
Hermersberg besitzt eine Grundschule mit etwa 60 Schülern.

### Tourismus
Zudem führt der Radweg Südwestpfalz-Tour mitten durch Hermersberg. Außerdem liegt die Gemeinde an einem Wanderweg, der mit einem grün-gelben Balken markiert ist und der von Kirchheimbolanden bis nach Hirschthal verläuft sowie an einem solchen, der mit einem blauen Punkt gekennzeichnet ist und eine Verbindung mit Hauptstuhl sowie Leimen herstellt.

## Persönlichkeiten

### Ehrenbürger
- Elli Zimmer (* 1935/36), ernannt 2018 für ihr „ehrenamtliches Engagement“

### Söhneder Gemeinde
- Johannes Storck (1829–1914), Prälat, Pfarrer und Dekan in Bellheim
- Richard Runck (1868–1922), Kommandant eines Freiwilligenkorps im Burenkrieg, Distriktschef in  Deutsch-Südwestafrika
- Friedrich Börtzler (1909–1993), Bundesrichter am Bundesgerichtshof
- Erhard Lelle (* 1946), Politiker (CDU)
- Frank Lelle (* 1965), Fußballspieler
- Bernd Dudek (* 1968), Fußballspieler

### Personen, die vor Ort gewirkt haben
- Dieter Weinkauff (1947–2008), Fußballspieler, fungierte beim SV Hermersberg zeitweise als Spielertrainer
- Rainer Schwartz (* 1983), Fußball-Torwart, spielte von 2008 bis 2010 beim SV Hermersberg
- David Lelle (* 2003), Fußballspieler, aufgewachsen in Hermersberg